# JAG (série littéraire)
Pour les articles homonymes, voir JAG.
JAG est une série de romans de science-fiction post-apocalyptique éditée par Gérard de Villiers et écrite par un collectif d'auteurs sous le pseudonyme de Zeb Chillicothe (Christian Mantey, Joel Houssin, Serge Brussolo, Jacques Barbéri et Pierre Dubois). C'est toutefois Christian Mantey qui assure l'essentiel du travail, du no 1 au no 34.
La série JAG a été précédée par deux romans de la collection Fleuve Noir Anticipation écrits sous le pseudonyme de Budy Matieson (Christian Mantey). Ces deux romans, qui se déroulent dans le monde qui servira de cadre aux aventures de JAG, « Les chroniques du retour sauvage » :
- Survivance, 1980 (FN 1019)
- Shea, 1982 (FN 1135).

Listes des romans de la série :
1. Jag le félin, 1985
2. Le Collier de la honte, 1985
3. La Compagnie des os, 1985
4. La Poudre de vie, 1985
5. Le Peuple ailé, 1986
6. Le Monde fracturé, 1986
7. La Ville piège, 1986
8. Les Hommes tritons, 1986
9. La Cité de fer, 1986
10. Les Tourmenteurs, 1987
11. Le Maître des orages, 1987
12. Le Doigt du seigneur, 1987
13. Le Cœur noir, 1987
14. Les Enfants du feu, 1987
15. Les Yeux d'encre, 1988
16. Les Vierges de pierre, 1988
17. L'Île de Lune, 1988
18. Désert mécanique, 1988
19. Les Mangeurs d'âmes, 1989
20. Les Ventres mous, 1989
21. Station Labyrinthe, 1989
22. Cloaque Bay, 1989
23. Destination Apocalypse, 1989
24. La Mort métal, 1990
25. Métalmorphose, 1990
26. Les Faiseurs d'acier, 1990
27. Les Naufragés de l'Arche, 1990
28. L'Univers du barillet, 1991
29. Les Portes de lumière, 1991
30. Les Loups d'Osborne, 1991
31. Noire prairie, 1992
32. Ceux du miroir, 1992
33. L'Oiseau de cristal, 1992
34. Les Guerriers de verre, 1994